# Robert Pilger (Botaniker)

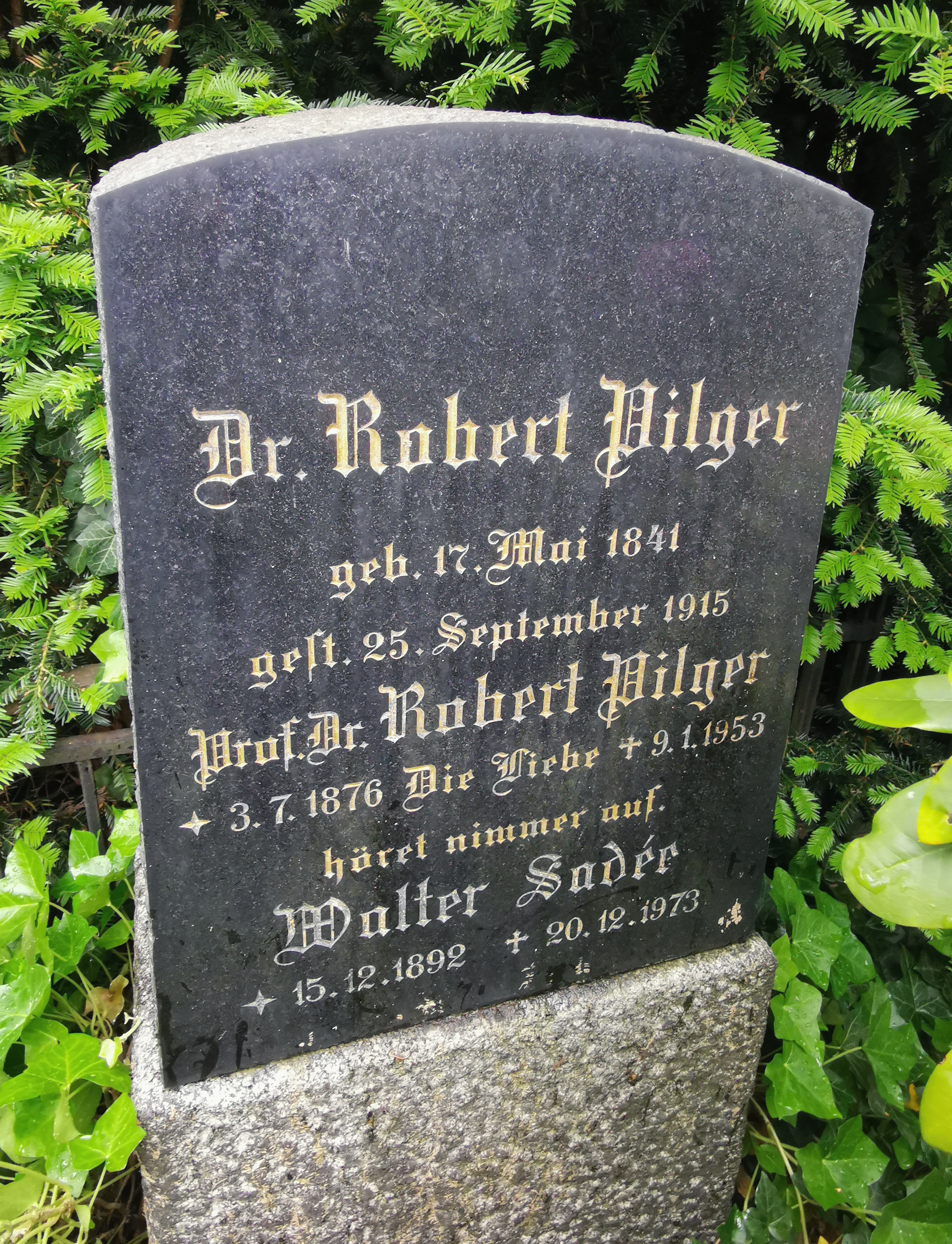
Grabstelle Prof. Dr. Robert Pilger

Robert Knud Friedrich Pilger (* 3. Juli 1876 auf Helgoland; † 9. Januar 1953 in Berlin) war ein deutscher Botaniker. Sein botanisches Autorenkürzel lautet „Pilg.“.

## Leben
Pilger, Sohn des Apothekers Friedrich Wilhelm Robert Pilger (1841–1915), war erst Assistent, dann Kustos, später Professor und Direktor am Botanischen Garten in Berlin in der Nachfolge von Friedrich Ludwig Emil Diels.
Er leitete diesen nach dem Zweiten Weltkrieg von 1945 bis 1950. Er unternahm auch eine Sammel- und Forschungsreise in das Mato-Grosso-Gebiet in Brasilien, befasste sich intensiv mit der Systematik und Morphologie von Süßgräsern, Wegerichgewächsen, Palmfarnen, Nadelhölzern und marinen Algen.
Für das Werk Das Pflanzenreich von Adolf Engler trug er 1903 „Taxaceae“ bei, 1937 „Plantaginaceae“. Zu Englers gemeinsam mit Carl Prantl herausgegebenem Werk Die natürlichen Pflanzenfamilien steuerte er für die 2. Auflage mehrere Abschnitte bei: 1925 „Caryocaraceae, Bixaceae, Cochlospermaceae“, 1926 „Gymnospermae, Cycadaceae, Ginkgoaceae, Coniferae, Taxaceae, Podocarpaceae, Araucariaceae, Cephalotaxaceae, Pinaceae, Taxodiaceae, Cupressaceae“, 1930 „Mayacaceae, Thurniaceae, Rapateaceae, Phylidraceae“, 1935 „Santalaceae“, 1940 „Gramineae-Panicoideae“ sowie 1956 „Gramineae-Micrairoideae, Eragrostioideae, Oryzoideae, Olyroideae“.
Seine Grabstätte befindet sich auf dem Kaiser-Wilhelm-Gedächtnis-Friedhof in Berlin-Westend (Feld D 1).

## Ehrungen
Die Pflanzengattungen Pilgerochloa Eig aus der Familie der Süßgräser (Poaceae), Pilgerina Z.S.Rogers, Nickrent & Malécot aus der Familie der Sandelholzgewächse (Santalaceae) sowie Pilgerodendron Florin aus der Familie der Zypressengewächse (Cupressaceae) sind zu seinen Ehren benannt worden. Auch die Algengattung Pilgeria Schmidle und die Pilzgattung Pilgeriella Henn. sind nach ihm benannt worden.

## Werke
- Über Verzweigung und Blütenstandsbildung bei den Holzgewächsen. In: Bibliotheca botanica. Band 23, 1922.